# Иван Болх
Иван Болх — князь из потомства Мстислава карачевского, родоначальник Болховских, князей Болховского удела Козельского княжества.

## Происхождение
Существует два варианта отчества Ивана:
- Святославич — в этом случае он внук Святослава Титовича карачевского, правнук Тита козельского, участника сражения у Шишевского леса (1365);
- Андреевич (Андрианович) — этом случае его отцом мог быть:
  - Андрей козельский  (ум.1339) — младший брат Тита козельского;
  - Андрей (Андриан) — сын Тита козельского.

Около 1406 года литовцы разгромили Болховское княжество, а князья Болховские отъехали к великому князю Московскому на положение служилых князей.
Родовод Болховских князей до конца 15 века (по родословным книгам) выглядит так: Иван Болх — Иван Адаш — Александр — Василий — Роман.